# Minerva (affresco)
La Minerva è un affresco proveniente da Villa San Marco, rinvenuto durante gli scavi archeologici dell'antica città di Stabiae, l'odierna Castellammare di Stabia e conservato al Museo archeologico di Stabia Libero D'Orsi.

## Storia e descrizione
Dipinto durante la prima metà del I secolo, in piena epoca flavia, l'affresco era collocato nel soffitto del secondo peristilio di Villa San Marco: rinvenuto sotto forma di frammenti a seguito dello scavo della villa nel 1952 da parte di Libero D'Orsi, fu quindi ricomposto e restaurato ed infine conservato all'interno dell'Antiquarium stabiano e poi al Museo archeologico di Stabia Libero D'Orsi.
Il tema dell'affresco è alquanto incerto: al centro è presente una figura femminile non identificata con il capo cinto da una corona d'alloro e nella mano destra reca un ramo con aculei, mentre in quella sinistra uno scudo con un'asta; alle sue spalle è Minerva, la quale, con la mano destra, cerca di aggiustarsi l'elmo con pennacchio sulla testa, mentre la mano sinistra è sul petto: i capelli che escono dall'elmo sono di colore giallo-oro, mentre il volto è girato verso destra, abbassato, con espressione malinconica. Sul lato sinistro si osserva un pezzo di un'altra figura: tutta la scena ha un fondo verde.